# لوتشيان إيلي
لوتشيان إيلي (بالرومانية: Lucian Ilie)‏ هو لاعب كرة قدم روماني في مركز الوسط، ولد في 14 أكتوبر 1967 في مقاطعة دامبوفيتا في رومانيا. لعب مع بي إي سي زفوله ورابيد بوخارست وكيه في ميخيلين ونادي غرونينغن ونادي فيندام.